# Österreich-Rundfahrt 2008
L'Österreich-Rundfahrt 2008, sessantesima edizione della corsa, si svolse dal 6 al 13 luglio su un percorso di 1075 km ripartiti in 7 tappe e un cronoprologo, con partenza da Klausen e arrivo a Vienna. Fu vinto dall'austriaco Thomas Rohregger della ELK Haus-Simplon davanti al russo Vladimir Gusev e all'ucraino Ruslan Pidhornyj.

## Tappe
| Tappa  | Data      | Percorso                                                  | km    | Vincitore di tappa   | Leader cl. generale  |
| ------ | --------- | --------------------------------------------------------- | ----- | -------------------- | -------------------- |
| Prol.  | 6 luglio  | Klausen > Klausen (cron. individuale)                     | 3,3   |                      | Steffen Radochla     |
| 1ª     | 7 luglio  | Klausen > Dobbiaco                                        | 171,2 | Paolo Bettini        | Paolo Bettini        |
| 2ª     | 8 luglio  | Dobbiaco > Kitzbühel                                      | 169,6 | Chris Anker Sørensen | Chris Anker Sørensen |
| 3ª     | 9 luglio  | Kitzbühel > Prägraten                                     | 183,7 | Ruslan Pidhornyj     | Thomas Rohregger     |
| 4ª     | 10 luglio | Lienz > Wolfsberg                                         | 212,8 | André Greipel        | Thomas Rohregger     |
| 5ª     | 11 luglio | Wiener Neustadt > Bad Vöslau                              | 179,7 | René Haselbacher     | Thomas Rohregger     |
| 6ª     | 12 luglio | Podersdorf am See > Podersdorf am See (cron. individuale) | 25,9  | Bert Grabsch         | Thomas Rohregger     |
| 7ª     | 13 luglio | Podersdorf am See > Vienna                                | 128,5 | Tom Boonen           | Thomas Rohregger     |
| Totale | Totale    | Totale                                                    | 1075  |                      |                      |

## Dettagli delle tappe

### Prologo
- 6 luglio: Klausen > Klausen (cron. individuale) – 3,3 km

| Pos. | Corridore | Squadra | Tempo |
| ---- | --------- | ------- | ----- |
| 1    |           |         |       |

| Pos. | Corridore        | Squadra  | Tempo |
| ---- | ---------------- | -------- | ----- |
| 1    | Steffen Radochla | ELK Haus |       |

### 1ª tappa
- 7 luglio: Klausen > Dobbiaco – 171,2 km

| Pos. | Corridore       | Squadra      | Tempo    |
| ---- | --------------- | ------------ | -------- |
| 1    | Paolo Bettini   | Quick Step   | 4h22'14" |
| 2    | Gerrit Glomser  | Volksbank    | s.t.     |
| 3    | Davide Rebellin | Gerolsteiner | s.t.     |

| Pos. | Corridore       | Squadra      | Tempo    |
| ---- | --------------- | ------------ | -------- |
| 1    | Paolo Bettini   | Quick Step   | 4h22'04" |
| 2    | Gerrit Glomser  | Volksbank    | a 4"     |
| 3    | Davide Rebellin | Gerolsteiner | a 6"     |

### 2ª tappa
- 8 luglio: Toblach > Kitzbühel – 169,6 km

| Pos. | Corridore            | Squadra       | Tempo    |
| ---- | -------------------- | ------------- | -------- |
| 1    | Chris Anker Sørensen | CSC-Saxo Bank | 4h19'00" |
| 2    | Thomas Rohregger     | ELK Haus      | a 12"    |
| 3    | Ruslan Pidhornyj     | LPR Brakes    | a 27"    |

| Pos. | Corridore            | Squadra       | Tempo    |
| ---- | -------------------- | ------------- | -------- |
| 1    | Chris Anker Sørensen | CSC-Saxo Bank | 8h41'04" |
| 2    | Thomas Rohregger     | ELK Haus      | a 16"    |
| 3    | Ruslan Pidhornyj     | LPR Brakes    | a 33"    |

### 3ª tappa
- 9 luglio: Kitzbühel > Prägraten – 183,7 km

| Pos. | Corridore        | Squadra    | Tempo    |
| ---- | ---------------- | ---------- | -------- |
| 1    | Ruslan Pidhornyj | LPR Brakes | 4h59'52" |
| 2    | Robert Gesink    | Rabobank   | a 3"     |
| 3    | Thomas Rohregger | ELK Haus   | s.t.     |

| Pos. | Corridore            | Squadra       | Tempo     |
| ---- | -------------------- | ------------- | --------- |
| 1    | Thomas Rohregger     | ELK Haus      | 13h41'10" |
| 2    | Ruslan Pidhornyj     | LPR Brakes    | a 7"      |
| 3    | Chris Anker Sørensen | CSC-Saxo Bank | a 25"     |

### 4ª tappa
- 10 luglio: Lienz > Wolfsberg – 212,8 km

| Pos. | Corridore        | Squadra       | Tempo    |
| ---- | ---------------- | ------------- | -------- |
| 1    | André Greipel    | Columbia      | 5h33'51" |
| 2    | René Haselbacher | Astana        | s.t.     |
| 3    | Danilo Hondo     | Diquigiovanni | s.t.     |

| Pos. | Corridore            | Squadra       | Tempo     |
| ---- | -------------------- | ------------- | --------- |
| 1    | Thomas Rohregger     | ELK Haus      | 19h14'59" |
| 2    | Ruslan Pidhornyj     | LPR Brakes    | a 9"      |
| 3    | Chris Anker Sørensen | CSC-Saxo Bank | a 27"     |

### 5ª tappa
- 11 luglio: Wiener Neustadt > Bad Vöslau – 179,7 km

| Pos. | Corridore        | Squadra  | Tempo    |
| ---- | ---------------- | -------- | -------- |
| 1    | René Haselbacher | Astana   | 4h22'35" |
| 2    | Emanuele Bindi   | Lampre   | s.t.     |
| 3    | André Greipel    | Columbia | a 2'33"  |

| Pos. | Corridore            | Squadra       | Tempo     |
| ---- | -------------------- | ------------- | --------- |
| 1    | Thomas Rohregger     | ELK Haus      | 23h40'10" |
| 2    | Ruslan Pidhornyj     | LPR Brakes    | a 13"     |
| 3    | Chris Anker Sørensen | CSC-Saxo Bank | a 31"     |

### 6ª tappa
- 12 luglio: Podersdorf am See > Podersdorf am See (cron. individuale) – 25,9 km

| Pos. | Corridore            | Squadra       | Tempo  |
| ---- | -------------------- | ------------- | ------ |
| 1    | Bert Grabsch         | Columbia      | 30'30" |
| 2    | Edvald Boasson Hagen | Columbia      | a 43"  |
| 3    | Michael Blaudzun     | CSC-Saxo Bank | a 46"  |

| Pos. | Corridore        | Squadra    | Tempo     |
| ---- | ---------------- | ---------- | --------- |
| 1    | Thomas Rohregger | ELK Haus   | 24h11'35" |
| 2    | Vladimir Gusev   | Astana     | a 40"     |
| 3    | Ruslan Pidhornyj | LPR Brakes | a 1'05"   |

### 7ª tappa
- 13 luglio: Podersdorf am See > Vienna – 128,5 km

| Pos. | Corridore       | Squadra    | Tempo    |
| ---- | --------------- | ---------- | -------- |
| 1    | Tom Boonen      | Quick Step | 2h42'50" |
| 2    | Roberto Ferrari | LPR Brakes | s.t.     |
| 3    | René Weissinger | Volksbank  | s.t.     |

| Pos. | Corridore        | Squadra    | Tempo     |
| ---- | ---------------- | ---------- | --------- |
| 1    | Thomas Rohregger | ELK Haus   | 26h54'28" |
| 2    | Vladimir Gusev   | Astana     | a 39"     |
| 3    | Ruslan Pidhornyj | LPR Brakes | a 1'05"   |

## Classifiche finali

### Classifica generale
| Pos. | Corridore            | Squadra      | Tempo     |
| ---- | -------------------- | ------------ | --------- |
| 1    | Thomas Rohregger     | ELK Haus     | 26h54'28" |
| 2    | Vladimir Gusev       | Astana       | a 39"     |
| 3    | Ruslan Pidhornyj     | LPR Brakes   | a 1'05"   |
| 4    | Chris Anker Sørensen | CSC          | a 2'02"   |
| 5    | Giampaolo Caruso     | Flaminia     | a 2'47"   |
| 6    | Davide Rebellin      | Gerolsteiner | a 4'09"   |
| 7    | Janez Brajkovič      | Astana       | a 4'23"   |
| 8    | Walter Pedraza       | Tinkoff      | a 5'31"   |
| 9    | Jure Golčer          | LPR Brakes   | a 5'42"   |
| 10   | Thomas Frei          | Astana       | a 5'59"   |